# Ministerie van Onderwijs en Wetenschappen

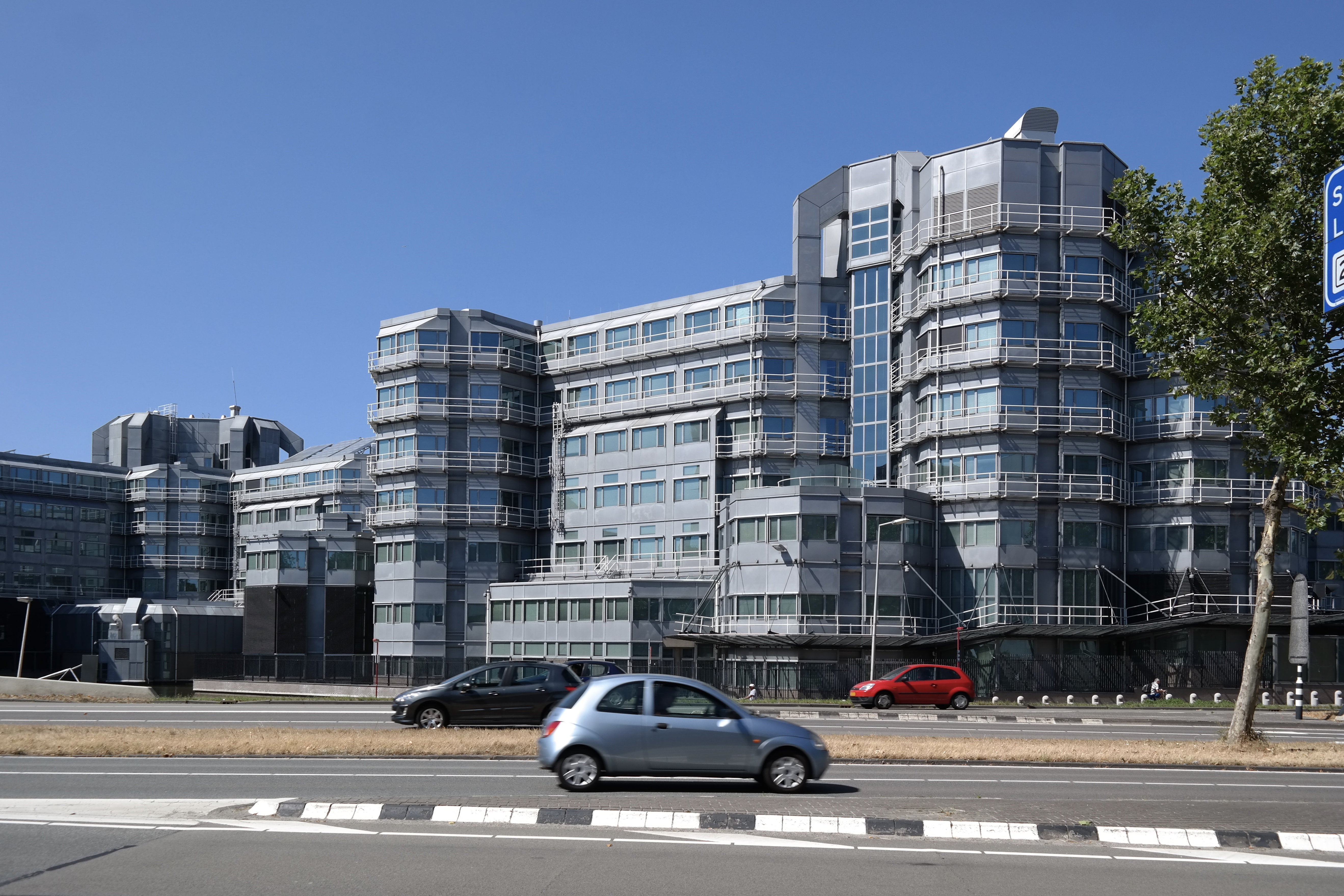
Het in 1984 voltooide gebouw van het Ministerie van Onderwijs en Wetenschappen, sinds 2007 het hoofdkwartier van de AIVD

Het ministerie van Onderwijs en Wetenschappen was tussen 1965 en 1994 een Nederlands ministerie. Het ontstond uit het ministerie van Onderwijs, Kunsten en Wetenschappen nadat de  beleidsterreinen cultuur en kunsten waren ondergebracht bij het in 1965 opgerichte ministerie van Cultuur, Recreatie en Maatschappelijk Werk. Het ministerie van Onderwijs en Wetenschappen was verantwoordelijk voor het gehele onderwijs, het wetenschapsbeleid en studiefinanciering.
Toen in 1994 cultuur weer terugkeerde bij het ministerie kreeg het als naam ministerie van Onderwijs, Cultuur en Wetenschappen.